# Malta (Ohio)
Malta es una villa ubicada en el condado de Morgan en el estado estadounidense de Ohio. En el Censo de 2010 tenía una población de 671 habitantes y una densidad poblacional de 671,18 personas por km².

## Geografía
Malta se encuentra ubicada en las coordenadas 39°39′5″N 81°51′48″O / 39.65139, -81.86333. Según la Oficina del Censo de los Estados Unidos, Malta tiene una superficie total de 1 km², de la cual 0.89 km² corresponden a tierra firme y (11.14%) 0.11 km² es agua.

## Demografía
Según el censo de 2010, había 671 personas residiendo en Malta. La densidad de población era de 671,18 hab./km². De los 671 habitantes, Malta estaba compuesto por el 91.06% blancos, el 4.02% eran afroamericanos, el 0% eran amerindios, el 0% eran asiáticos, el 0% eran isleños del Pacífico, el 0.15% eran de otras razas y el 4.77% pertenecían a dos o más razas. Del total de la población el 0.3% eran hispanos o latinos de cualquier raza.